# Persone di nome Francesco/Presbiteri
| Questa pagina contiene informazioni ricavate automaticamente dalle voci biografiche con l'ausilio del template Bio e di un bot. L'aggiornamento è periodico e automatico e ricostruisce completamente la pagina. Se manca una persona in questa lista, sei pregato di non aggiungerla, ma accertati piuttosto che la sua voce biografica contenga il template Bio e che i dati anagrafici siano correttamente compilati. Se il template Bio manca, inseriscilo tu stesso o, in alternativa, metti l'avviso {{tmp\|Bio}} che ne segnala la mancanza. Se i dati riportati sono sbagliati, correggi direttamente la voce biografica; le modifiche saranno visibili in questa lista entro pochi giorni. Per chiarimenti vedi il progetto antroponimi. La lista contiene solo le 63 persone che sono citate nell'enciclopedia e per le quali è stato implementato correttamente il template Bio. Pagina aggiornata al 6 giu 2025. |

Questa è una lista di persone presenti nell'enciclopedia che hanno il nome Francesco e sono presbiteri.

## B(7)
- Francesco Babini, presbitero e partigiano italiano (Verghereto, n. 1914 - Pievequinta, † 1944)
- Francesco Antonio Baccari, presbitero e architetto italiano (Lendinara, n. 1747 - Roma, † 1835)
- Francesco Barberino Benici, presbitero e matematico italiano (Licata, n. 1642 - Palermo, † 1702)
- Francesco Saverio Maria Bianchi, presbitero italiano (Arpino, n. 1743 - Napoli, † 1815)
- Francesco Maria Bolognini, presbitero italiano (Seriate, n. 1723 - Seriate, † 1800)
- Francesco Boni, presbitero italiano (Ponteccio, n. 1773 - Fosdinovo, † 1852)
- Francesco Giovanni Bonifacio, presbitero italiano (Pirano, n. 1912 - Grisignana, † 1946)

## C(5)
- Francesco Calvo Burillo, presbitero spagnolo (Híjar, n. 1881 - Híjar, † 1936)
- Francesco Caporale, presbitero italiano (Badolato, n. 1872 - Catanzaro, † 1961)
- Francesco Caracciolo, presbitero italiano (Villa Santa Maria, n. 1563 - Agnone, † 1608)
- Francesco Chiesa, presbitero italiano (Montà, n. 1874 - Alba, † 1946)
- Francesco Coll Guitart, presbitero spagnolo (Gombrèn, n. 1812 - Vic, † 1875)

## D(5)
- Francesco Dachtera, presbitero polacco (Salno, n. 1910 - Campo di concentramento di Dachau, † 1944)
- Francesco Della Croce, presbitero italiano (Milano - Milano, † 1479)
- Francesco Delpiano, presbitero, missionario e architetto italiano (Canale, n. 1930 - Torino, † 1972)
- Francesco Maria Di Francia, presbitero italiano (Messina, n. 1853 - Roccalumera, † 1913)
- Paolo de Töth, presbitero e giornalista italiano (Udine, n. 1881 - Maiano, † 1965)

## F(6)
- Francesco Ferrara, presbitero e scienziato italiano (Trecastagni, n. 1767 - Catania, † 1850)
- Francesco Fisichella, presbitero e filosofo italiano (Catania, n. 1841 - Messina, † 1908)
- Francesco di San Lorenzo, presbitero spagnolo (Amorebieta, n. 1889 - Alcázar de San Juan, † 1936)
- Francesco Tanzio Cornigero, presbitero, poeta e umanista italiano (Milano)
- Francesco Franco, presbitero, docente e poeta italiano (San Salvatore di Fitalia, n. 1795 - Messina, † 1861)
- Francesco Fuschini, presbitero e scrittore italiano (San Biagio d'Argenta, n. 1914 - Ravenna, † 2006)

## G(2)
- Francesco Gavioli, presbitero e storico italiano (Mortizzuolo, n. 1909 - Nonantola, † 1997)
- Francesco Maria Greco, presbitero italiano (Acri, n. 1857 - Acri, † 1931)

## I(1)
- Francesco Ingoli, presbitero e giurista italiano (Ravenna, n. 1578 - Roma, † 1649)

## J(1)
- Victor Jouët, presbitero francese (Nuoro, n. 1839 - Roma, † 1912)

## L(1)
- Francesco Ligorio, presbitero, poeta e letterato italiano (Ceglie Messapica)

## M(2)
- Francesco Maria Maggio, presbitero, orientalista e missionario italiano (Palermo, n. 1612 - Roma, † 1686)
- Francesco Mottola, presbitero italiano (Tropea, n. 1901 - Tropea, † 1969)

## N(2)
- Francesco Nazzari, presbitero, critico letterario e giornalista italiano (Borgo di Terzo, n. 1638 - Roma, † 1714)
- Francesco Negri, presbitero, esploratore e scrittore italiano (Ravenna, n. 1623 - Ravenna, † 1698)

## O(2)
- Francesco Olgiati, presbitero e filosofo italiano (Busto Arsizio, n. 1886 - Milano, † 1962)
- Francesco Oliboni, presbitero e missionario italiano (Verona, n. 1825 - Santa Croce sull'Alto Nilo Bianco, † 1858)

## P(12)
- Francesco Paleari, presbitero e predicatore italiano (Pogliano Milanese, n. 1863 - Torino, † 1939)
- Francesco Parrino, presbitero, scrittore e poeta italiano (Piana degli Albanesi, n. 1754 - Piana degli Albanesi, † 1831)
- Francesco Patrizi, presbitero italiano (Siena, n. 1266 - Siena, † 1328)
- Francesco Patton, presbitero italiano (Vigo Meano, n. 1963)
- Francesco Pellico, presbitero italiano (Torino, n. 1802 - Chieri, † 1884)
- Francesco da Caldarola, presbitero e francescano italiano (Caldarola - Camporotondo di Fiastrone, † 1507)
- Francesco Pianzola, presbitero italiano (Sartirana Lomellina, n. 1881 - Mortara, † 1943)
- Francesco Placereani, presbitero e traduttore italiano (Montenars, n. 1920 - Udine, † 1986)
- Francesco Maria Pratilli, prete, archeologo e antiquario italiano (Santa Maria Capua Vetere, n. 1689 - Napoli, † 1763)
- Francesco Prelati, presbitero e alchimista italiano (Montecatini Alto - Angers, † 1446)
- Francesco Pulci, presbitero, letterato e storico italiano (Caltanissetta, n. 1848 - Caltanissetta, † 1927)
- Francesco Putti, presbitero, scrittore e editore italiano (Roma, n. 1909 - Velletri, † 1984)

## Q(1)
- Francesco Saverio Quadrio, presbitero, storico e scrittore italiano (Ponte in Valtellina, n. 1695 - Milano, † 1756)

## R(4)
- Francesco Repetto, presbitero e bibliotecario italiano (Genova, n. 1914 - Genova, † 1984)
- Francesco Ricci, presbitero italiano (Faenza, n. 1930 - Forlì, † 1991)
- Francesco Pasquale Ricci, presbitero, compositore e violinista italiano (Como, n. 1732 - Loveno, † 1817)
- Francesco Russo, presbitero e storico italiano (Castrovillari, n. 1908 - Roma, † 1991)

## S(7)
- Francesco Antonio Santori, prete, poeta e drammaturgo italiano (Santa Caterina Albanese, n. 1819 - Cerzeto, † 1894)
- Francesco Scerbo, presbitero, glottologo e ebraista italiano (Marcellinara, n. 1849 - Roma, † 1927)
- Francesco Saverio Seelos, presbitero tedesco (Füssen, n. 1819 - New Orleans, † 1867)
- Francesco Solinas, presbitero, religioso e pedagogo italiano (Sassari, n. 1911 - Cagliari, † 1983)
- Francesco Sparacio, presbitero, educatore e teologo italiano (Carini, n. 1927 - Carini, † 1999)
- Francesco Spinelli, presbitero italiano (Milano, n. 1853 - Rivolta d'Adda, † 1913)
- Francesco Spoto, presbitero italiano (Raffadali, n. 1924 - Erira, † 1964)

## V(2)
- Francesco Venimbeni, presbitero italiano (Fabriano, n. 1251 - † 1322)
- Francesco Venturelli, presbitero italiano (Ganaceto di Modena, n. 1888 - Fossoli, † 1946)

## Z(3)
- Francesco Antonio Zaccaria, presbitero, storico e scrittore italiano (Venezia, n. 1714 - Roma, † 1795)
- Francesco Zantedeschi, presbitero e fisico italiano (Dolcè, n. 1797 - Padova, † 1873)
- Francesco Zanzi, presbitero e patriota italiano (Gorgonzola, n. 1804 - Monza, † 1878)